# Takahiro Yamashita
Takahiro Yamashita (en japonès: 山下 貴宏, Takarazuka, prefectura de Hyōgo, 20 de novembre de 1985) és un ciclista japonès, professional del 2006 al 2016.

## Palmarès
- 2011
  - Vencedor d'una etapa a la Volta a Hokkaidō